# أوكتافيانو لارازولو
أوكتافيانو لارازولو، من مواليد 7 ديسمبر 1859، وتوفي بتاريخ 7 أبريل 1930، وهو سياسي أمريكي من الحزب الجمهوري، تولى منصب سيناتور في ولاية نيومكسيكو من فترة 7 ديسمبر 1928، إلى 3 مارس 1929.